# Liste von Terroranschlägen in Belgien
Die Liste von Terroranschlägen in Belgien beinhaltet eine Übersicht über in Belgien verübte Terroranschläge.
Zur großen Übersicht siehe Liste von Terroranschlägen.

## Erläuterung
In der Spalte Politische Ausrichtung ist die politische bzw. weltanschauliche Einordnung der Täter angegeben: faschistisch, rassistisch, nationalistisch, nationalsozialistisch, sozialistisch, kommunistisch, antiimperialistisch, islamistisch (schiitisch, sunnitisch, deobandisch, salafistisch, wahhabitisch), hinduistisch. Bei vorrangig auf staatliche Unabhängigkeit oder Autonomie zielender Ausrichtung ist autonomistisch vorangestellt, gefolgt von der Region oder der Volksgruppe und ggf. weiteren Merkmalen der Täter: armenisch, irisch (katholisch), kurdisch, tirolisch, tschetschenisch, dagestanisch, punjabisch (sikhistisch), palästinensisch.
- Die in Klammern ( ) gesetzten Toten/Verletzte stehen für bei den Anschlägen getötete/verletzte Täter.

## Liste
| Datum / Beginn    | Ort        | Artikel / Quelle(n)                               | Täter                                                 | Politische Ausrichtung         | Mittel                          | Ziel                                  | Tote    | Verletzte | Hintergrund                           |
| ----------------- | ---------- | ------------------------------------------------- | ----------------------------------------------------- | ------------------------------ | ------------------------------- | ------------------------------------- | ------- | --------- | ------------------------------------- |
| 27. Juli 1980     | Antwerpen  | [ 1 ]                                             | Abu-Nidal-Organisation                                | autonomistisch-palästinensisch | Granate                         | Jüdische Zivilisten vor Kulturzentrum | 1       | 20        | Israelisch-Palästinensischer Konflikt |
| 04. Juni 2003     | Brüssel    | [ 2 ]                                             |                                                       |                                | Briefe mit Adamsit und Hydrazin | US-Botschaftsangestellte              | 0       | 20        |                                       |
| 24. Mai 2014      | Brüssel    | Anschlag auf das Jüdische Museum von Belgien 2014 | Mehdi Nemmouche (IS)                                  | salafistisch, wahhabitisch     | Schusswaffe                     | Zivilisten                            | 4       | 0         |                                       |
| 22. März 2016     | Brüssel    | Terroranschläge in Brüssel am 22. März 2016       | Ibrahim und Khalid El Bakraoui, Najim Laachraoui (IS) | salafistisch, wahhabitisch     | Selbstmordattentäter            | Flughafen, U-Bahnhof, Zivilisten      | 32 (+3) | 340       |                                       |
| 06 August 2016    | Charleroi  | Anschlag in Charleroi am 6. August 2016           | Khaled Babouri (IS)                                   | salafistisch, wahhabitisch     | Macheten                        | Polizisten                            | 0 (+1)  | 2         |                                       |
| 05 October 2016   | Schaerbeek | [ 5 ]                                             | Hicham Diop                                           | Islamistisch                   | Messer                          | Polizisten                            | 0       | 3         |                                       |
| 20. Juni 2017     | Brüssel    | Anschlagsversuch am 20. Juni 2017 in Brüssel      | Oussama Zariouh (IS)                                  | salafistisch, wahhabitisch     | Sprengsatz                      | Zivilisten                            | 0 (+1)  | 0         |                                       |
| 25. August 2017   | Brüssel    | [ 6 ]                                             | Haashi Ayaanle (IS)                                   | Islamistisch                   | Messer                          | Soldaten                              | 0 (+1)  | 2         |                                       |
| 29. Mai 2018      | Lüttich    | Attentat von Lüttich                              | Benjamin Herman (IS)                                  | salafistisch, wahhabitisch     | Schusswaffe, Messer             | Polizisten, Zivilisten                | 3 (+1)  | 4         |                                       |
| 10. November 2022 | Schaerbeek | [ 7 ]                                             | Yassine M                                             | islamistisch                   | Messer                          | Polizisten                            | 1       | 1 (+1)    |                                       |
| 16. Oktober 2023  | Brüssel    | Schießerei in Brüssel 2023                        | Abdeslam L. (IS)                                      | salafistisch, wahhabitisch     | Automatische Schusswaffe        | Schwedische Zivilisten                | 2       | 1         |                                       |